# Kövesi Csenge
Kövesi Csenge (Győr, 2000. január 8. –) magyar színésznő.

## Életpályája
Testvére Kövesi Zsombor színművész. A helyi Révai Miklós Gimnáziumban érettségizett. 2018-2023 között a Kaposvári Egyetem színész szakán tanult Kéri Kitty és Uray Péter osztályában. 2023-tól a Thália Színház tagja.

## Színházi szerepei

### Thália Színház
- Nyakamon a nászmenet (Virginie)
- Gyilkosság az Orient Expresszen (Greta Ohlsson)
- Bűnözőzsenik (Amanda)
- A hülyéje (Amandine)
- Tóték (Ágika)

## Film és sorozatszerepei
- Angyaltrombiták (2023)...Kíra